# Linn Ullmann
Linn Ullmann, de seu nome completo Linn Karin Beate Ullmann, (nascida a 9 de agosto de 1966, em Oslo, na Noruega) é uma escritora e jornalista norueguesa. É filha da atriz Liv Ullmann e do realizador cinematográfico Ingmar Bergman. 

## Biografia
Ainda muito pequena, apareceu esporadicamente nos filmes de sua mãe e também no filme "A Flauta mágica", realizado por seu pai, baseado na ópera de Mozart. Na abertura, a câmara foca diversos rostos do público da ópera (incluindo o do próprio Ingmar Bergman). Mas o rosto que aparece recorrentemente durante esta cena é o de uma criança, encantada pela ópera. Esta criança é Linn.
Linn sonhava ser cantora de ópera, mas desistiu da ideia por não saber cantar. Decidiu seguir as pisadas da sua mãe famosa, mas após alguns anos numa escola de teatro de Nova Iorque, um professor disse-lhe que era uma péssima actriz. "A minha mãe concordou com o professor", conta Ullmann, "por isso tornei-me jornalista". Estudou literatura durante 6 anos, em Nova Iorque, formando-se em 1988, ano em que começou a trabalhar na sua tese de doutoramento.
Em 1992, voltou permanentemente para a sua Noruega natal e começou a trabalhar para o jornal Dagbladet, um dos maiores da Noruega.
Acabou por se tornar uma das jornalistas mais proeminentes da Noruega e mais tarde uma escritora bem sucedida, conquistando diversos prémios, incluindo o de melhor escritora norueguesa, em 2002.
Até 2005, escreveu 3 romances, alguns deles traduzidos em mais de 30 línguas, recebendo elogios em muitos países para além da Noruega. O seu romance de estreia, Før du sovner ("Antes de dormires"), foi vendido em 14 países, antes de ser sequer publicado na Noruega, um começo fulgurante raramente concedido aos autores noruegueses.
É casada com Niels Fredrik Dahl, um poeta lírico norueguês. Têm dois filhos.

## Obras
- Før du sovner  (1998)
- Når jeg er hos deg (2001)
- Nåde (2002)
- Et Velsignet Barn  (2005)

## Prémios
- Den norske leserprisen, 2002, pelo livro Nåde
- Amalie Skram-prisen, 2007